# Máltai labdarúgócsapatok listája
Ebben a listában Málta összes labdarúgócsapata szerepel, osztály szerint rendezve.

## Málta

### BOV Premier League
| Csapat             | Alapítva | Város      | Utca                                                |
| ------------------ | -------- | ---------- | --------------------------------------------------- |
| Birkirkara         | 1950     | Birkirkara | Triq il-Knisja l-Qadima (Old Church Street)         |
| Floriana           | 1894     | Floriana   | Triq Sant' Anna (St. Anne Street)                   |
| Ħamrun Spartans    | 1907     | Ħamrun     | Triq Dun Nerik Cordina Perez (Cordina Perez Street) |
| Hibernians         | 1931     | Paola      | Pjazza Anton DePaule (Anton DePaule Square)         |
| Marsaxlokk         | 1944     | Marsaxlokk | Triq il-Kavallerizza                                |
| Msida Saint-Joseph | 1906     | Msida      | Triq il-Knisja (Church Street)                      |
| Qormi              | 1961     | Qormi      | Triq il-Kbira (Main Street)                         |
| Sliema Wanderers   | 1909     | Sliema     | Triq it-Torri (Tower Road)                          |
| Tarxien Rainbows   | 1949     | Tarxien    | Triq is-Sorijiet (Sisters Street)                   |
| Valletta           | 1943     | Valletta   | Triq Santa Luċija (St. Lucy Street)                 |

### First Division
| Csapat              | Alapítva | Város     | Utca                                                      |
| ------------------- | -------- | --------- | --------------------------------------------------------- |
| Dingli Swallows     | 1948     | Dingli    | Triq il-Parroċċa (Parish Street)                          |
| Mosta               | 1935     | Mosta     | Triq il-Kungress Ewkaristku (Eucharistic Congress Street) |
| Mqabba              | 1957     | Mqabba    | Triq il-Ġilju (Lily Street)                               |
| Pietá Hotspurs      | 1968     | Pietà     | Triq id-Duluri (Our Lady of Sorrows Street)               |
| Rabat Ajax          | 1930     | Rabat     | Misraħ il-Parroċċa                                        |
| San Gwann           | 1972     | San Ġwann | Triq Bernardett (Bernardett Street)                       |
| Senglea Athletic FC | 1943     | L-Isla    | Triq il-Vitorja (Victory Street)                          |
| St. George's        | 1890     | Cospicua  | Triq il-Peligrinaġġ                                       |
| St. Patrick's       | 1912     | Zabbar    |                                                           |
| Vottoriosa Stars    | 1906     | Birgu     | Triq Desain (Desain Street)                               |

### Second Division
| Csapat                | Alapítva | Város                  | Utca                               |
| --------------------- | -------- | ---------------------- | ---------------------------------- |
| Balzan Youths         | 1937     | Balzan                 | Triq il-Kbira                      |
| Birzebbuga St. Peters | 1946     | Birżebbuġa             | Triq il-Bajja s-Sabiħa             |
| Gozo                  | 1987     | Gozo                   | Triq l-Imġarr, Xewkija             |
| Lija Athletic         | 1949     | Lija                   | Triq il-Furnar                     |
| Marsa                 | 1920     | Marsa                  | Triq Balbi (Balbi Street)          |
| Mellieha              | 1947     | Mellieħa               | Triq il-Madonna ta' Fatima         |
| Melita                | 1932     | San Ġiljan             | Triq Scicluna                      |
| Mgarr United          | 1967     | Mġarr                  | Triq il-Magħkuba                   |
| Naxxar Lions          | 1920     | Naxxar                 | Misraħ il-Vitorja (Victory Square) |
| St. Andrews           | 1983     | St. Andrew's; Pembroke | Triq Sant' Andrija                 |
| St. Venera Lightning  | 1945     | Santa Venera           | Triq il-Kbira San Ġużepp           |
| Zebbug Rangers        | 1943     | Żebbuġ                 | Misraħ San Filipu                  |

### Third Division
| Csapat             | Alapítva | Város          | Utca                 |
| ------------------ | -------- | -------------- | -------------------- |
| Attard             | 1974     | Attard         | Triq Ħal-Warda       |
| Fgura United       | 1971     | Fgura          | Triq San Tumas       |
| Gharghur           | 1971     | Għargħur       | Triq San Bert        |
| Ghaxaq             | 1950     | Għaxaq         | Triq Santa Marija    |
| Gzira United       | 1947     | Gżira          | -                    |
| Gudja United       | 1945     | Gudja          | Triq il-Kbira        |
| Kalkara            | 2004     | Kalkara        | Triq l-Isptar Navali |
| Kirkop United      | 1956     | Kirkop         | Triq San Benedittu   |
| Luqa St. Andrew's  | 1983     | Luqa           | Triq il-Ġdida        |
| Mdina Knights      | 2006     | Mdina          | -                    |
| Mtarfa             | 2006     | Mtarfa         | Triq il-Gladjoli     |
| Pembroke Athleta   | 1962     | Pembroke       | Triq William Harding |
| Qrendi             | 1955     | Qrendi         | -                    |
| Siggiewi           | 1945     | Siġġiewi       | Triq San Nikola      |
| Sirens             | 1968     | St. Paul's Bay | Triq San Pawl        |
| St. Lucia          | 1974     | Santa Luċija   | Triq il-Begonja      |
| Swieqi United      | 2009     | Swieqi         | Triq il-Hemel        |
| Xghajra Tornadoes  | 1985     | Xgħajra        | Triq il-Knisja       |
| Zejtun Corinthians | 1943     | Żejtun         | Triq Santa Katarina  |
| Zurrieq            | 1949     | Żurrieq        | Triq il-Kbira        |

## Gozo

### ONVOL First Division League
| Csapat                | Város       |
| --------------------- | ----------- |
| Ghajnsielem           | Għajnsielem |
| Kercem Ajax           | Kerċem      |
| Nadur Youngsters      | Nadur       |
| Sannat Lions          | Sannat      |
| SK Victoria Wanderers | Victoria    |
| Qala St. Joseph       | Qala        |
| Victoria Hotspurs     | Victoria    |

### Sprite Second Division League
| Csapat             | Város          |
| ------------------ | -------------- |
| Gharb Rangers      | Għarb          |
| Oratory Youths     | Victoria       |
| St. Laurence Spurs | Saint Lawrence |
| Victoria Hotspurs  | Victoria       |
| Xaghra United      | Xagħra         |
| Zebbug Rovers      | Żebbuġ         |

## Fordítás
- Ez a szócikk részben vagy egészben  a   List of football clubs in Malta című angol Wikipédia-szócikk fordításán alapul.  Az eredeti cikk szerkesztőit annak laptörténete sorolja fel. Ez a jelzés csupán a megfogalmazás eredetét és a szerzői jogokat jelzi, nem szolgál a cikkben szereplő információk forrásmegjelöléseként.